# Adoxophyes ergatica
Adoxophyes ergatica es una especie de polilla del género Adoxophyes, tribu Archipini, subfamilia Tortricinae.

## Distribución
Se distribuye por Seychelles.

## Taxonomía
Fue descrita por Meyrick en 1911 y publicada en Transactions of the Linnean Society of London 14: 267.